# Lindenau (Stolbowoje)
Lindenau (nach 1945: Stolbowoje, russisch Столбовое, und auch Kustowka, russisch Кустовка) ist eine Wüstung in der russischen Oblast Kaliningrad. Mitten durch den ehemaligen Ort verläuft die Grenze zwischen dem Rajon Polessk und dem Rajon Gwardeisk.

## Geografische Lage
Die Ortsstelle von Lindenau ist aus dem Norden über die Kommunalstraße 27K-106 vom sechs Kilometer entfernten Slawjanskoje (Pronitten) zu erreichen. Von Süden erreicht ein Landweg aus dem fünf Kilometer entfernten Demidowo (Groß Uderballen) die Ortsstelle.

## Geschichte
Lindenau war ein Dorf, das seit 1818 zum neu gebildeten Kreis Labiau gehörte. Es gehörte dort zum Domänen-Amt Kaimen. Im Jahr 1832 waren in Lindenau 123 Einwohner registriert. Im Jahr 1874 gelangte Lindenau als Landgemeinde in den Amtsbezirk Scharlack. Im Jahr 1910 hatte Lindenau 100 Einwohner. Die Einwohnerzahl im Jahr 1933 betrug 106. Am 1. April 1939 wurde der Nachbarort Klein Sittkeim (heute ein Teil von Maiskoje) nach Lindenau eingemeindet. In der so erweiterten Gemeinde waren im Jahr 1939 198 Einwohner registriert.
In Folge des Zweiten Weltkriegs kam Lindenau im Jahr 1945 mit dem nördlichen Ostpreußen zur Sowjetunion. Dort wurde es im Jahr 1947 einerseits zusammen mit Klein Sittkeim (heute Teil von Maiskoje) und Adlig Wißritten (nicht mehr existent) in Kustowka umbenannt und in den Rajon Polessk eingeordnet und andererseits (allein) in Stolbowoje umbenannt und in den Rajon Gwardeisk eingeordnet. Auf einer Karte von 1958 ist der Ort als Stolbowoje schon als verlassen gekennzeichnet. Laut den bekannten Karten verläuft die Grenze zwischen dem Rajon Polessk und dem Rajon Gwardeisk spätestens seit den 1970er Jahren auf der ehemaligen Dorfstraße.

## Kirche
Lindenau war bis 1945 in das evangelische Kirchspiel der Kirche Groß Legitten (heute russisch: Turgenewo) eingepfarrt.